# در میدلتون
در میدلتون (به انگلیسی: At Middleton) فیلمی محصول سال ۲۰۱۴ و به کارگردانی آدام راجرز است. در این فیلم بازیگرانی همچون اندی گارسیا، ورا فارمیگا، تایسا فارمیگا، اسپنسر لوفرانکو، پیتر ریجرت، تام اسکریت، نیکولاس براون و میریانا جوکوویچ ایفای نقش کرده‌اند.